# ノジスミレ
ノジスミレ（野路菫、Viola yedoensis）は、スミレ科スミレ属の多年草。日当たりのよい道端などに生える、日本では比較的普通に見られる野草である。
スミレViola mandshuricaによく似る。

## 特徴
スミレ（Viola mandshurica）によく似た濃紫色の花をつけるが、より素朴な感じがする。またスミレよりもやや花期が早く、香りが強いのも見分けるときのポイントになる。生育地はアリアケスミレと同じように、低地の人里周辺に限られ、山のなかや高原などで見かけることはまずない。田畑の周辺など日当たりのよい乾き気味の環境を好む。秋田県を北限に屋久島まで分布する。スミレに比べると草丈が伸びず、４～８cmにしかならない。花期の葉は長さ３～６cmの細長いへら形～長披針形で葉のふちが波打って見える。花はスミレよりもやや青みの強い濃紫色で、直径1.5cm前後になり、花弁のふちが波打つ。側弁はふつう無毛。花が白色のものをシロノジスミレという。花期は３月～５月。

## 分布と生育環境
本州の秋田県以南、四国、九州（屋久島以北）に分布し、路傍や駐車場など人家近くに生育する。朝鮮半島、中国大陸中部にもあるとされるが、検討を要するという。

## 名前の由来
和名のノジスミレは「野路菫」の意で、乾燥ぎみの路傍や野原などでみられることからいう。
種小名（種形容語）yedoensis は、「江戸の」の意味。

## ギャラリー

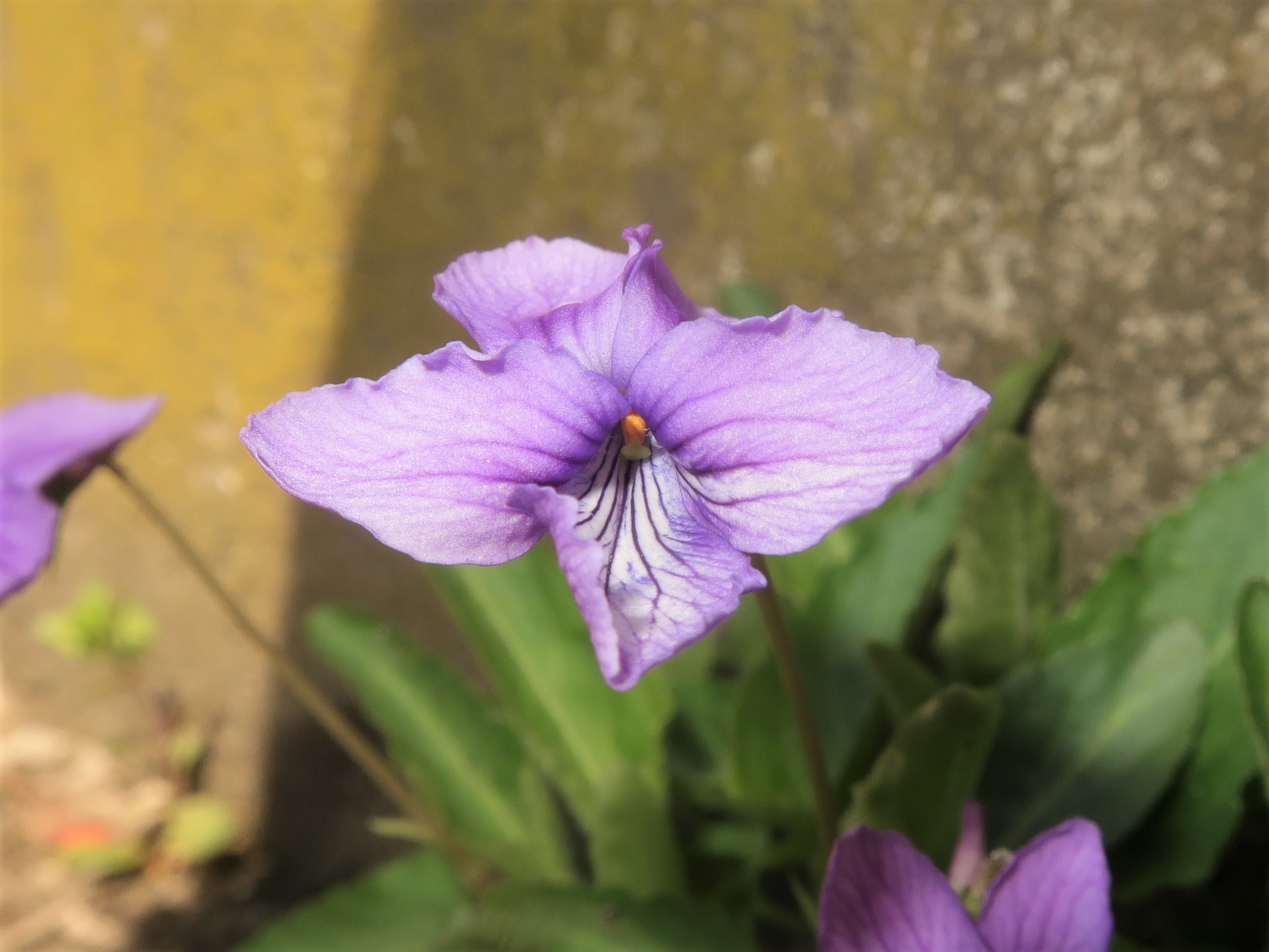
花は青紫色。花弁の縁は波状になり、側弁の基部はふつう無毛。花柱は太いカマキリの頭形になる。
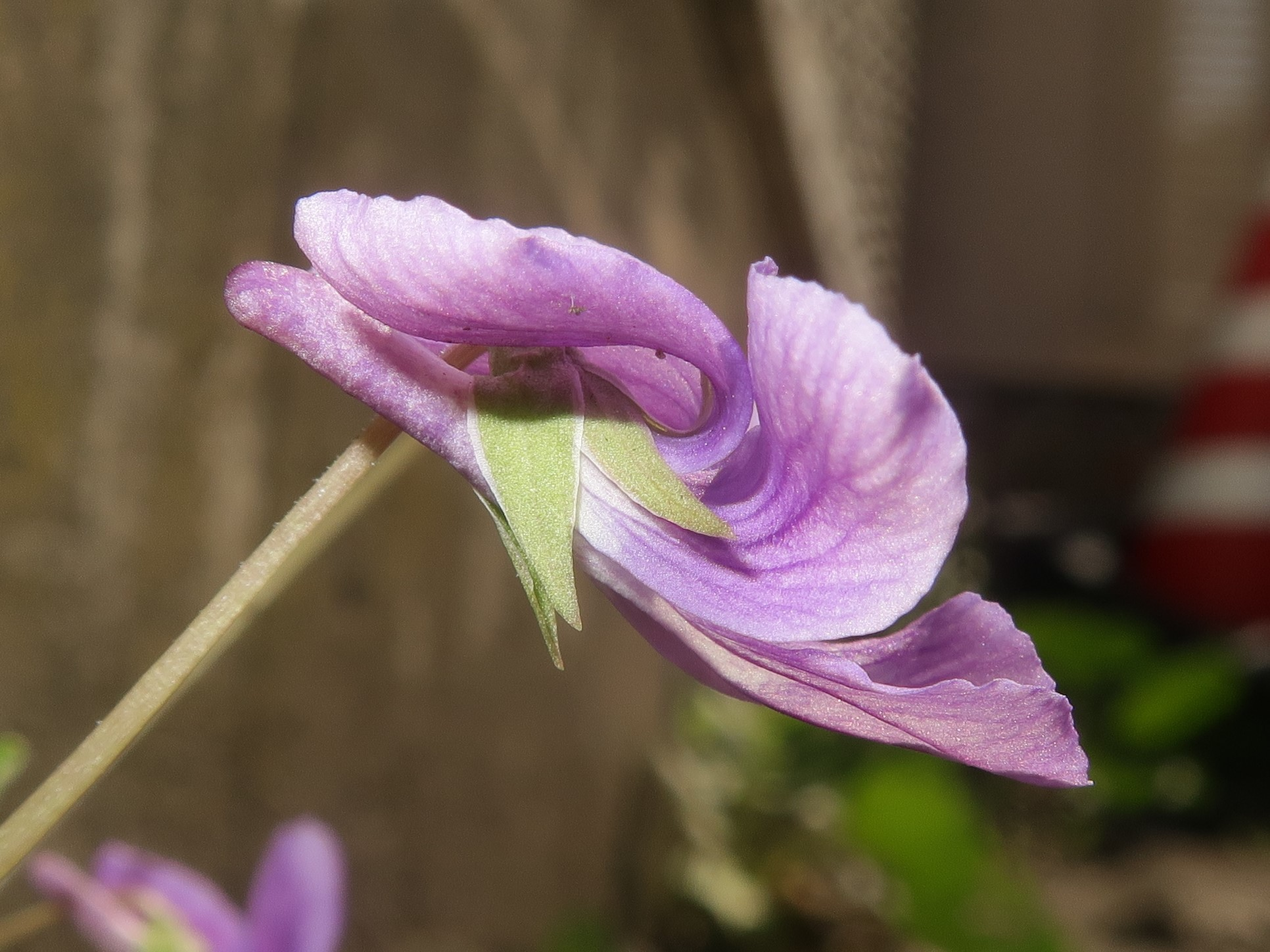
萼片は広披針形、花弁の距は細長い。
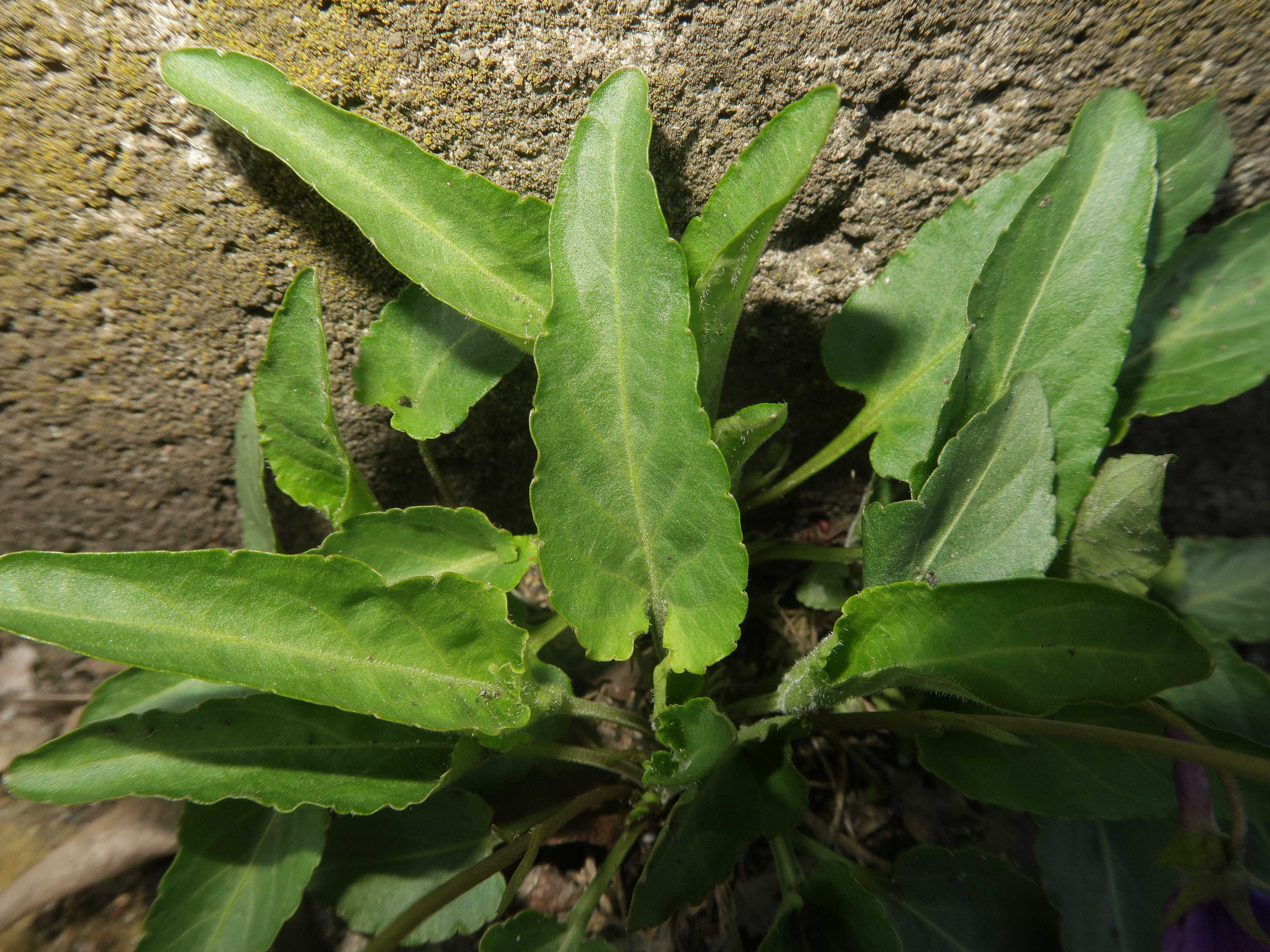
葉身は表面が暗緑色、縁に低い鋸歯があり、短毛が生える。
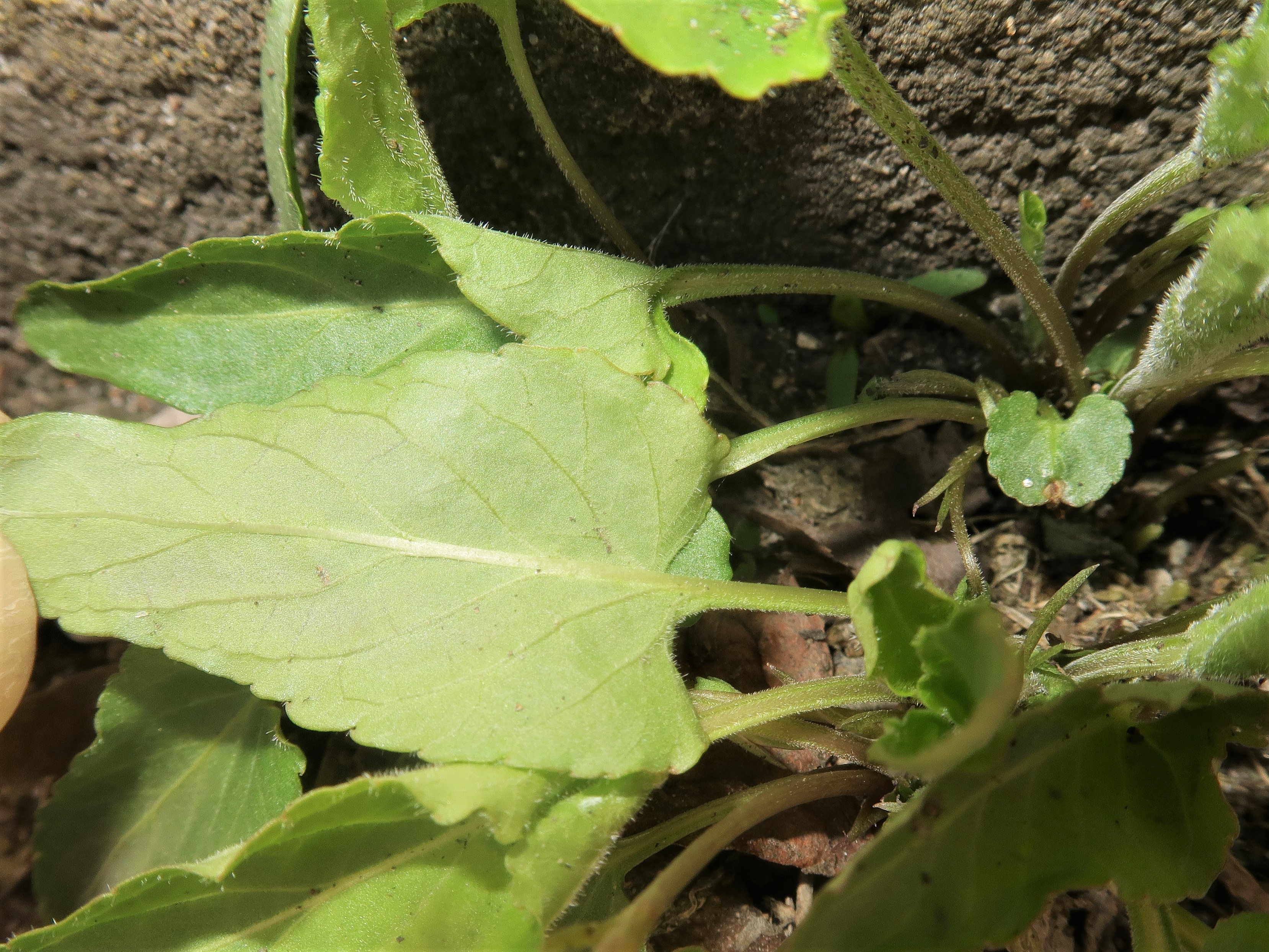
裏面にも短毛が生え、葉柄の上部には翼がある。

## 品種、交雑種
- シロノジスミレ Viola yedoensis Makino f. albescens (Taken.) Hiyama ex F.Maek. - 白花品種[6]。
- オトコノジスミレ Viola yedoensis Makino f. barbata Hiyama - 側弁基部に毛があるもの[6]。
- ケナシノジスミレ Viola yedoensis Makino f. glaberrima F.Maek. - 植物体全体に毛がないもの[6]。鹿児島県や八丈島など、暖かい地方で見られる。
- キレバノジスミレ Viola eizanensis Makino × V. yedoensis Makino - エイザンスミレとノジスミレの交雑種[9]。

## 変種
- リュウキュウコスミレ Viola yedoensis Makino var. pseudojaponica (Nakai) T.Hashim.[10] - 九州の宮崎県以南から沖縄県に分布し、葉は冬でも枯れない。沖縄ではふつうにみられる。葉は三角状卵形で変化が多く、葉柄の翼が明瞭である。花の中心部は淡く抜ける。花期は11-4月[6][11]。

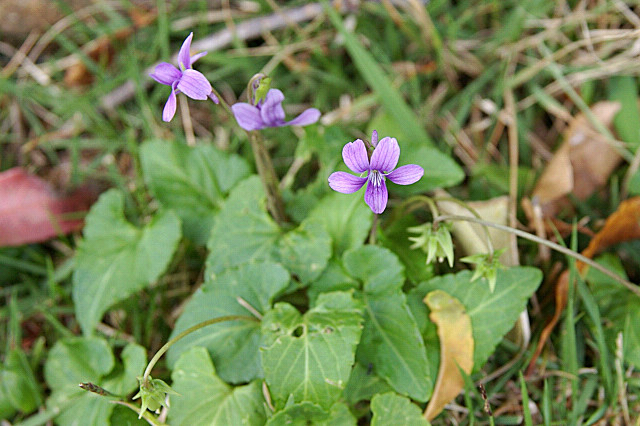
リュウキュウコスミレ 沖縄県今帰仁村 3月